# 道格拉斯·C·华莱士
道格拉斯·C·华莱士（英語：Douglas Cecil Wallace，1946年11月6日—）是一位美国遗传学家和进化生物学家，最早将线粒体DNA作为分子标记，因而开创了人类线粒体遗传学这一领域。1995年当选美国国家科学院院士，2004年当选美国文理科学院院士，2009年当选美国国家医学院院士。